# Juana Arrendel
Juana Rosario Arrendel (San Pedro de Macorís, República Dominicana, 26 de septiembre de 1978) es una atleta dominicana, campeona Panamericana en el 2003, contra la mexicana María Rifka González, la cubana Yanianni Argüelles y la norteamericana Stacy-Ann Grand, le dio a República Dominicana su primera medalla de oro en esta disciplina. Considerada la mejor atleta de su generación.
Primera mujer dominicana en ganar oro tres veces consecutivos en  Juegos Centroamericanos  y del Caribe, y en los Panamericanos, una hazaña que solo ella ha logrado en la historia del Salto de altura.

## Vida
Juana Arrendel nació el 16 de septiembre de 1978 en San Pedro de Macorís República Dominicana. Es hija de  Pedro Rosario y Argentina Arrendel. 
Rosario Arrendel es madre de un niño, al cual forma en el béisbol y que fue la razón por la que se retiró del deporte.
Arrendel pertenece al Ejército de República Dominicana, institución en la cual ostenta el rango de coronel.

## Trayectoria
Arrendel fue descubierta en el complejo deportivo de San Pedro de Macorís por el profesor Luciano Álvarez, quien vio en la joven de 14 años todas las cualidades para triunfar en el atletismo, y más en el salto de altura. A pesar de tener entonces poco tiempo en la modalidad del salto de altura, Arrendel representó a la Sultana del Este, San Pedro de Macoris, en los Juegos Nacionales de San Juan '92, y ganó su primera medalla.
La saltadora fue una de las alumnas aventajadas de la Academia Nacional de Atletismo, creada en 1993, y que dirigió el cubano Bernardo Clark. Comenzó a representar al país en 1995 durante un Campeonato Centroamericano y del Caribe Juvenil efectuado en Trinidad & Tobago, donde concluyó en la quinta posición con 1.55.
Juana Arrendel ganó su primera presea dorada de Juegos Centroamericanos y del Caribe, ganando su prueba en la versión de Maracaibo, Venezuela, en 1998. Saltó 1.91 metros.
Arrendel se coronó campeona en los Centroamericanos de San Salvador, El Salvador, con registro de 1.97, su mejor marca personal hasta ese momento y récord de la región y de los Juegos vigente desde Santiago ‘86.
Durante los Juegos Panamericanos de 1999 ella dio positivo a Estanozolol.
Los resultados de esas pruebas la despojaron de la medalla de oro obtenida y fue sancionada por dos años.
Arrendel ganó medalla de oro  en el Campeonato Iberoamericano de Guatemala del año 2002, cuando ocupó el pódium con marca de 1.87m. Año en que también la atleta olímpica se coronó campeona del Centroamericano y del Caribe de Atletismo, celebrado en San Antonio, Texas, Estados Unidos, donde se impuso con registro de 1.95.
Santo Domingo del año 2003, gana oro en los panamericanos.
En Cartagena de Indias 2006, Colombia, repitió una medalla de oro por terceros Juegos Centroamericanos de manera sucesiva, una hazaña que solo ella ha logrado en la historia del salto de altura.
En los XX Juegos Centroamericanos y del Caribe, Arrendel ganó su tercera medalla de oro consecutiva, distinción que no pudo repetir en los Juegos Panamericanos de 2007.
Se retiró de las competencias en 2010 pero no del trabajo deportivo. Ha continuado colaborando con la preparación de nuevos atletas, realizando campamentos infantiles, además impartiendo charlas y conferencias como parte de su  trabajo en el Ministerio en Deporte Escolar en el que existe un programa que se encarga de esto. También pertenece a la Comisión de Mujer y Deporte del Comité Olímpico Dominicano. Además, trabaja en la formación de una fundación para apoyar a los nuevos  talentos.

## Reconocimiento
- En 2012  Arrendel fue exaltada al Pabellón de la Fama del Deporte Dominicano.[11]
- Ese mismo año el equipo de béisbol dominicano la Estrellas Orientales rindió homenaje a la atleta por sus aportes al deporte dominicano, entregándole una placa de reconocimiento y permitiéndole el lanzamiento que diera inicio al partido.[12]
- En 2016 la Alcaldía de Moca declaró “Visitante Distinguida” a la atleta Juana Arrendel.[13]